# ألبانيا في الألعاب الأولمبية الصيفية 2012
شاركت ألبانيا في الألعاب الأولمبية الصيفية 2012 في لندن، المملكة المتحدة في الفترة بين 27 يوليو وحتى 12 أغسطس 2012. وكانت هذه المشاركة هي السابعة لألبانيا في الأولمبياد والتي شاركت بها لأول مرة عام 1972. وقد أرسلت اللجنة الدولية 11 رياضيًا للأولمبياد، 7 رجال و4 سيدات، للمنافسة في 5 رياضات. وبانتهاء البطولة، فشلت ألبانيا في تحقيق أول ميدالية لها في الأولمبياد.

## ألعاب القوى
الرجال
| الرياضيّ       | المنافسة  | التصفيات | التصفيات | النهائي  | النهائي  |
| الرياضيّ       | المنافسة  | المسافة  | الترتيب  | المسافة  | الترتيب  |
| ------------- | --------- | -------- | -------- | -------- | -------- |
| أدرياتيك هوجا | رمي الجلة | 17.58    | 37       | لم يتأهل | لم يتأهل |

السيدات
| الرياضيّ       | المنافسة | التصفيات            | التصفيات            | قبل النهائي         | قبل النهائي         | النهائي             | النهائي             |
| الرياضيّ       | المنافسة | النتيجة             | الترتيب             | النتيجة             | الترتيب             | النتيجة             | الترتيب             |
| ------------- | -------- | ------------------- | ------------------- | ------------------- | ------------------- | ------------------- | ------------------- |
| كلوديانا شالا | 200 م    | انسحبت بسبب الإصابة | انسحبت بسبب الإصابة | انسحبت بسبب الإصابة | انسحبت بسبب الإصابة | انسحبت بسبب الإصابة | انسحبت بسبب الإصابة |

## الجودو
في البداية، لم يتأهل أي لاعب جودو ألباني، لكن بسبب رفض اللجنة الأولمبية الدولية مشاركة لاعبو كوسوفو من الأصول الألبانية كممثلين لكوسوفو أو المشاركة كلاعبين مستقلين، وبالتالي شاركت مالجيندا كيلمينجي كممثلة لألبانيا.
| الرياضيّ           | المنافسة     | دور الـ32                         | دور الـ16                             | ربع النهائي     | قبل النهائي     | إعادة التأهيل   | الميدالية البرونزية | النهائي         | النهائي  |
| الرياضيّ           | المنافسة     | المنافس النتيجة                   | المنافس النتيجة                       | المنافس النتيجة | المنافس النتيجة | المنافس النتيجة | المنافس النتيجة     | المنافس النتيجة | الترتيب  |
| ----------------- | ------------ | --------------------------------- | ------------------------------------- | --------------- | --------------- | --------------- | ------------------- | --------------- | -------- |
| مالجيندا كيلمينجي | 52 كجم سيدات | سوندباري (فنلندا) · فوز 0020–0001 | ليجينتيل (موريشيوس) · خسارة 0101–1001 | لم تتأهل        | لم تتأهل        | لم تتأهل        | لم تتأهل            | لم تتأهل        | لم تتأهل |

## الرماية
الرجال
| الرياضيّ      | المنافسة        | التصفيات | التصفيات | النهائي  | النهائي  |
| الرياضيّ      | المنافسة        | النقاط   | الترتيب  | النقاط   | الترتيب  |
| ------------ | --------------- | -------- | -------- | -------- | -------- |
| أربين كوكانا | مسدس هوائي 10 م | 577      | 20       | لم يتأهل | لم يتأهل |
| أربين كوكانا | مسدس 50 م       | 524      | 37       | لم يتأهل | لم يتأهل |

## السباحة
رجال
| الرياضيّ    | المنافسة | التمهيدي | التمهيدي | قبل النهائي | قبل النهائي | النهائي  | النهائي  |
| الرياضيّ    | المنافسة | الزمن    | الترتيب  | الزمن       | الترتيب     | الزمن    | الترتيب  |
| ---------- | -------- | -------- | -------- | ----------- | ----------- | -------- | -------- |
| سيدني هوجا | 100 م حر | 51.11    | 37       | لم تتأهل    | لم تتأهل    | لم تتأهل | لم تتأهل |

سيدات
| الرياضيّ    | المنافسة    | التمهيدي | التمهيدي | قبل النهائي | قبل النهائي | النهائي  | النهائي  |
| الرياضيّ    | المنافسة    | الزمن    | الترتيب  | الزمن       | الترتيب     | الزمن    | الترتيب  |
| ---------- | ----------- | -------- | -------- | ----------- | ----------- | -------- | -------- |
| نويل بورشي | 100 م فراشة | 1:05.49  | 40       | لم تتأهل    | لم تتأهل    | لم تتأهل | لم تتأهل |

## رفع الاثقال
أعلنت اللجنة الأولمبية الدولية في 28 يوليو استبعاد اللاعب هايسين بولاكو بسبب إظهار نتائج الاختبارات وجود مادة ستانزولو، وهي مادة منشطة محظورة.
| الرياضيّ       | المنافسة     | خطف     | خطف     | نتر     | نتر     | الإجمالي | الترتيب |
| الرياضيّ       | المنافسة     | النتيجة | الترتيب | النتيجة | الترتيب | الإجمالي | الترتيب |
| ------------- | ------------ | ------- | ------- | ------- | ------- | -------- | ------- |
| بريكين كالجا  | 69 كجم رجال  | 143     | 12      | 177     | 7       | 320      | 9       |
| دانيال جوديلي | 69 كجم رجال  | 142     | ل ي     | —       | —       | —        | ل ي     |
| إندري كارينا  | 94 كجم رجال  | 155     | 15      | 195     | 14      | 350      | 14      |
| روميلا بيجاج  | 58 كجم سيدات | 101     | 7       | 115     | 12      | 216      | 11      |